# Артюшенко Петро Миколайович
Артюшенко Петро Миколайович — видатний селекціонер, автор сортів озимої пшениці, кандидат біологічних наук, засновник фермерського господарства «Бор». Народився 4 серпня 1957 року в с. Покошичі Коропського району, Чернігівської обл.
Батьки: Артюшенко Микола Омелянович та Артюшенко (Пилипенко) Катерина Петрівна.

## Біографія

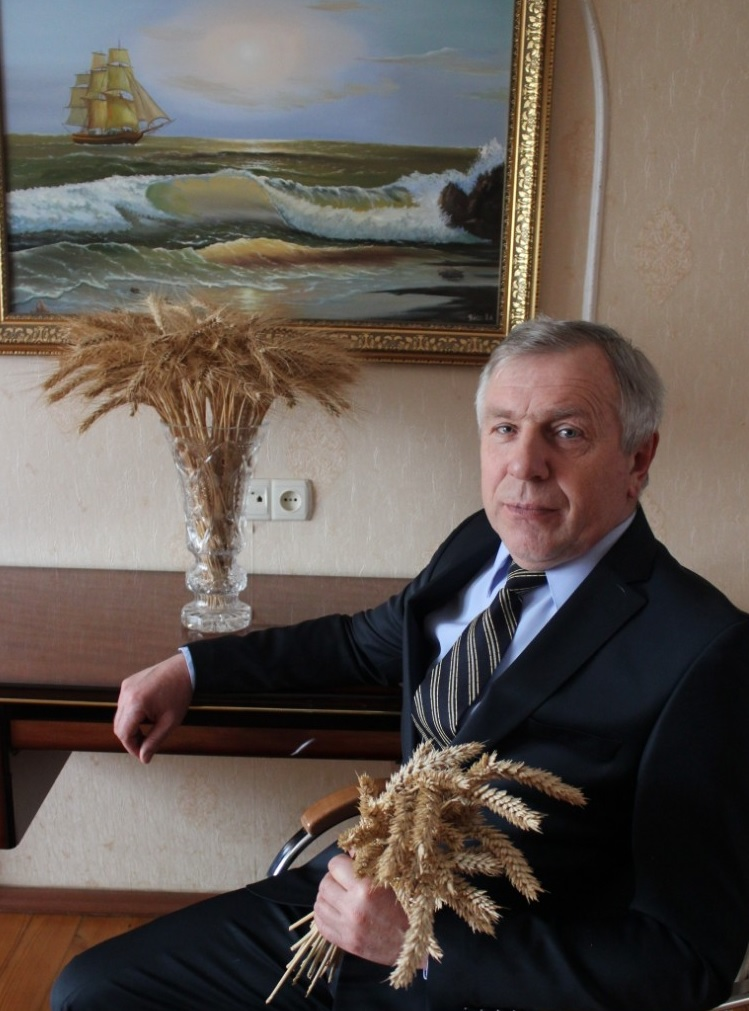
Артюшенко П. М.

У 1974 році закінчив Покошицьку середню школу в селі Покошичі.
1974—1975 рр. — підготовчі курси при Харківському аграрному інституті ім. В. В. Докучаєва.
1975—1980 рр. — навчався у Харківський національний аграрний університет імені В. В. Докучаєва за спеціальністю «Агрономія», спеціалізація «Селекція та насінництво».
В 1980 р. за розподілом короткий час працював у колгоспі села Гужівка Ічнянського району Чернігівської області.
1980—1981 рр. — служба в Радянській армії.
З грудня 1981 рр. — старший агроном-селекціонер в елітно-насіннєвому господарстві «Дачне» Селекційно-генетичний інститут.
1989—1990 рр. — навчання в аспірантурі Одеської національної академії харчових технологій https://www.onaft.edu.ua/ [Архівовано 25 лютого 2020 у Wayback Machine.]
1991—1995 рр. — головний агроном в насіннєвому господарстві «Южний» села Великий Дальник, Біляївського району Одеської області
1995—1996 рр. — старший науковий співробітник відділу насінництва Одеської державної сільськогосподарської дослідницької станції Національної академії аграрних наук України.
У 1996 р. засновує власне аграрне селекційно-дослідницьке підприємство «Бор», с. Дачне Біляївського району Одеської обл.
21 травня 2003 року захистив кандидатську дисертацію «Діагностика фізіологічного стану основних зернових культур і розробка технологічних прийомів поліпшення його якості» керівник — Крестінков Іван Спиридонович, зі спеціальності фізіологія рослин (03.00.12) з присвоєнням наукового ступеня — кандидат біологічних наук.
Помер 26 лютого 2019 року. Похований у с. Дачне Беляївського району Одеської обл.

## Наукова діяльність
Наукові інтереси Петра Артюшенко зосереджувалися на сортах пшениці, стійкої до мінливих і не передбачуваних кліматичних умов вирощування зернових в степовій зоні…Так, у 2007 р. в селекційно-дослідницьке підприємство «Бор» отримано перший сорт 5-го покоління — Шестопалівка. Особливість сорту в тому, що в осінньо-зимовий період він проявляє властивості виключно озимого сорту, а у весняно-літній — властивості ярового сорту.
Аналіз особливостей  сортів п'ятого покоління з подвійною фізіологією розвитку на прикладі сорту Шестопалівка
1. Ярова природа розвитку сорту Шестопалівка дає можливість восени при посіві, розвиватися швидше інших озимих сортів і накопичувати високий процент цукрів. Водночас озима природа в розвитку сорту Шестопалівка проявляється при скороченні світлого дня. Це не дає сорту змоги восени переростати та виходити на формування трубки та надлишково використовувати цукри і живлення з ґрунту восени, забезпечуючи економію поживних речовин та високу зимостійкість. Саме тому, сорт не потребує ранніх термінів посіву.
2. Здатність сорту до фотоперіодизму забезпечує глибокий анабіоз на весь зимовий період. Сорт не переростає з осені, не провокується в зимовий період при підвищенні температур і тільки після 22 березня, при відповідних температурах виходить зі стану спокою і розвивається по типу ярової пшениці, обганяючи в темпах розвитку інші озимі сорти, і в умовах Одещини, 5—10 травня формує колос. Сорт забезпечує дозрівання колосу в травні, що дозволяє уникати літньої посухи.
3. Сорт має короткий період яровизації 19 днів та високою зимостійкістю.
4. Надзвичайно короткий період вегетації, що передує цвітінню та формуванню насіння, дозволяє подовжити період дозріванні зерна, і відповідно формувати крупніше і якісніше зерно сильної пшениці при рекордних показниках урожайності.
5. Крупність зерна і величина колосу, а також вертикальне щільне стебло забезпечує сорту лідерство за продуктивністю.
6. Сорт слабко реагує на попередників, що робить його універсальним і зручним у використанні.
7. Сорт стійкий до полягання та проростання «на корню», а також має комплексну стійкість до хвороб.
8. Попри те що сорт належить до різновиду еритроспермум, він має велике зерно, добре молотиться і формує 3—5 зернівок в колосі, що не висипаються, навіть у разі «перестою».
9. Головний секрет високої урожайності полягає в сучасних потужних технологіях підживлення азотом на початку весняної вегетації.

Всі ці фактори роблять сорти п'ятого покоління безперечними лідерами серед сучасних озимих, що підтверджується низкою незалежних досліджень. Так, у конкурсному сортовипробуванні за 3 роки середня врожайність 70,0 ц/га, що на 14,3 ц/га вище стандарту Одеська 162. В екстремальному за кліматичними умовами 2003 р. урожайність складала 28,7 ц/га при повній загибелі стандарту. За результатами державних сортовипробувань, Шестопалівка відповідає всім виробничим вимогам. За якостями, цей сорт надзвичайно вдало поєднує виробничу надійність, високу якість зерна при рекордних показниках продуктивності. Виробничий потенціал сорту Шестопалівка — 150 ц/га. За результатами державних випробувань у Запорізькій, Кіровоградській, Полтавській, Сумській та Черкаській областях України отримані врожаї сорту Шестопаловки від 102—111 ц/га на виробничих площах понад 100 га.
Станом на 2019 рік сорт Шестопалівка, за оцінками аналітиків, лишається лідером у посівних площ України.
Роботу над сортами п'ятого покоління: Шестопалівка, Шпаловка, Магістраль, Сталева, Озерна, Тайра, Шестизерная, Магнітка продовжує колектив селекційно-дослідницьке підприємство «Бор», дружина та діти Петра Артюшенко.